# Léon Monosson
Ne doit pas être confondu avec Léon Monosson ou Leo Monosson.
Léon Monosson (21 décembre 1892 - 17 février 1943) est un maître d'échecs franco-biélorusse.
Né à shtetl Shchedrin, près de Babrouïsk en Biélorussie, il finit 10e à Petrograd (Saint-Pétersbourg) en 1921 puis émigre en France.
Léon Monosson gagne le Championnat d'échecs de Paris en 1935 où il a déjà remporté la 5e place de la quatrième édition en 1928 (gagnée par Abraham Baratz) et termine à la 5e place en 1938 (édition gagnée par Baldur Hoenlinger (L'Echiquier)).
Il meurt en février 1943 au camp de concentration d'Auschwitz.

## Source de la traduction
- (en) Cet article est partiellement ou en totalité issu de l’article de Wikipédia en anglais intitulé « Léon Monosson » (voir la liste des auteurs).